# 유남희
유남희(1958년 2월 6일 ~ )는 대한민국의 성우이다. 1982년 KBS 17기 공채 성우로 데뷔하였다.

## 주요 출연작품

### 애니메이션
- 11인의 우주용사 (KBS) - 프롤
- 건담 08MS소대 (애니박스) - 마리아 / DJ
  - 건담 08MS소대 밀러스 리포트 (애니박스) - 앨리스 밀러
- 그레이트 다간 (KBS) - 강철 엄마
- 달의 요정 세일러문 (KBS) - 테리(세일러 우라누스) / 에바(스타메이커) / 페가수스 / 베베(베스베스)
- 마법천사 루비 (KBS) - 차오밍
- 마지막 유니콘 (SBS)
- 미피와 친구들 (EBS) - 내레이션, 모든 등장인물들
- 빛의 전사 레나 (EBS) - 디완
- 사랑의 천사 웨딩피치 (SBS) - 브릿츠
- 요술쟁이 지니아저씨 (EBS) - 다이아나
- 원탁의 삼총사 (KBS) - 로엔
- 파이팅! 대운동회 (SBS) - 신나라
- X 극장판 (애니박스) - 카스미 카렌

### 외화

#### 전담배우
- 줄리아 로버츠
  - 귀여운 여인 (KBS) - 비비안 워드
  - 오션스 일레븐 (KBS) - 테스 오션
  - 유혹의 선 (KBS) - 레이첼 매너스
  - 적과의 동침 (KBS) - 로라

#### 드라마
- 돌아온 판관 포청천 (OBS) - 이귀비
- 사랑의 마을 에버우드 (EBS) - 로즈 에보트 (머릴린 갠)
- 심해원정대 오르페우스호 (KBS) - 캐서린(올라 브래디)
- 위기의 주부들 (KBS) - 매리 엘리스 영 (브렌다 스트롱)
- 케빈은 12살 (KBS) - 캐런
- 판관 포청천 (KBS) - 황교옥
- 프라이미벌 (KBS) - 세라 페이지(라일라 로아스)
- ER (KBS) - 안나 델 아미코 (마리아 벨로)

#### 영화
- 가을의 전설 (KBS) - 수잔나 핀캐넌 (줄리아 오먼드)
- 더티 해리 4 - 써든 임팩트 (KBS) - 제니퍼(손드라 록)
- 갈매기의 꿈 (KBS) - 머린(줄리엣 마일스)
- 간디 (KBS) - 마가렛(캔디스 버건)
- 그날 하루 (KBS) - 마틸드 (노에미에 코체르)
- 그들만의 리그 (KBS) - 에블린 가드너 (비티 슈람) / 헬렌 헤일리(앤 램지/바바라 피라빈)
- 늑대의 제국 (KBS) - 아나 (알리 조버)
- 댈러웨이 부인 (KBS) - 레치아 (아멜리아 불모어)
- 덤 앤 더머 (SBS) - 매리 (로런 홀리)
- 데이라잇 (KBS) - 매들린 톰슨 (에이미 브레너먼)
- 도리언 그레이의 허상 (KBS) - 안젤라(캐롤라인 이거)
- 돈가방을 든 수녀 (SBS)
- 디스터번스 (KBS) - 수잔 (테리 폴로)
- 마녀의 산 (KBS)
- 미궁 속의 알리바이 (KBS) - 니나 (폴리나 포리스코바)
- 베른의 기적 (SBS) - 안네트 애커만 (카타리나 바커나겔)
- 새벽의 비밀 (KBS) - 낸시 (리베카 피전)
- 섹슈얼 프렌즈 (KBS) - 크리스티 앤 (크리스티 커)
- 솔저 (SBS) - 산드라 (코니 닐센)
- 스키아카데미 (SBS) - 엘렌 (이베트 니파르)
- 스트라이킹 디스턴스(KBS) - 에밀리(사라 제시카 파커)
- 아이를 빌려드립니다 (KBS)
- 아직은 사랑을 몰라요 (SBS) - 캐롤린 (하빌랜드 모리스)
- 야만인 코난 (KBS)
- 용형호제 2 (KBS) - 엘자 (에바 코보)
- 우정 (KBS) - 젋은 여성(엘사 부캐넌)
- 이브닝 (KBS) - 젊은 앤 (클레어 데인즈)
- 장고 (KBS) - 마리아 (로레다나 누스시악)
- 좋은 친구들 (SBS) - 캐런 힐 (로렌 브라코)
- 죽음의 카운트다운 (KBS)
- 집념의 추적자 (KBS) - 베아테 (파라 포셋)
- 콘스탄틴 (SBS) - 가브리엘 (틸다 스윈턴)
- 콜리야 (SBS) - 블랑카 (실비아 수바도바)
- 툼 스톤 (KBS) - 버질의 부인(폴라 맬콤슨)
- 트로이 (SBS) - 안드로아케 (세프론 버로스)
- 페노메논 (KBS) - 레이스 페나민 (키라 세지윅)
- 포세이돈 어드벤처 (KBS)
- 프레리 홈 컴패니언 (KBS) - 아스포델 (버지니아 매드슨)
- 한 여름밤의 미소 (KBS) - 데지레 아름펠트 (에바 달베크)
- 한나의 전쟁 (KBS) - 한나 (마르슈카 데트머스)
- 헐리우드 엔딩 (KBS) - 엘리 (테아 레오니)
- 흐르는 강물처럼 (KBS) - 제시(에밀리 로이드)
- 39계단 (KBS) - 스미스(루시 만하임)
- 3:10 투 유마 (KBS) - 앨리스 (그레첸 몰)
- F학점 첩보원 (KBS) - 마리스카(개브리엘 앤워)

### 방송
- KBS 스페셜 (KBS)
- MBC 프라임 (MBC)
- 일요일 밤으로 (KBS)
- 30분 다큐 (KBS)
- KBS 무대 10년(달의 바다) (KBS 제2라디오)
- 다큐공감 148회 : 아름다운 삶, 빛나는 순간 (KBS1) - 내레이션

### 광고
- 하이얼
- 동성제약 (몬시크 헤어칼라, 실리코오트) (성우:장세준)
- 갤러리아백화점
- 오리온 (투유초콜렛,오리온 초코파이)
- 대우통신 (유니폰)
- 국제상사 (아티스)
- 신원에벤에셀 (베스띠벨리) (성우:장세준)
- 빙그레 (싸만코디럭스, 마니또)
- 아모레퍼시픽 (쾌남골드,미스쾌남)
- 남영나이론 (비비안 각선미 스타킹)
- SKC
- 대우통신 (유니폰)
- 대우전자 (정수기 믿을 수)
- 롯데제과 (MVP 초콜렛)
- 대한항공
- 비락 비락우유
- 금강제화 (르느와르핸드백, 비제바노, 브랑누아)
- 기아자동차 (스펙트라)
- 프로스펙스
- 애경산업 (썬실크샴푸, 썬실크삼푸린스)
- 한국화장품 (템테이션, 사이버쿨)
- 한일합섬 (레쥬메)
- 신영와코루 (에띠앙)
- 경남모직 (로얄)
- 팔도 (맵시면)
- 동아오츠카 (썬듀, 오란씨, 화이브미니)
- (주)논노
- LG하우시스 (노브롱)
- 생명보험협회
- 유한양행 (가평식혜)
- 크라운제과 (쿠크다스,초코레티)
- 현대그룹
- 해태음료 (벌꿀소다) (크리미)
- 대우자동차 (에스페로)
- 현대자동차 (엑셀GS) (뉴EF쏘나타)
- LG생활건강 (UV 화이트, 드봉 아티스트, 뜨레아, 아티스테, 아티스테 스칼렛 립스틱, 미네르바, 미네르바트윈케이크, 미네르바화이트백, 미네르바 레몬, 캐릭터 화인, 캐릭터 로얄, 크리니트화인, 미네르바쿨, 미네르바 아이스쿨, 드봉 아르드보 UV쿨, 바이올 크리싱 비누)
- 나산 (꼼바니아,조이너스)
- 서울우유 (리이브)
- 한미약품 (이오일)
- 오뚜기 (맛있는 쌀, 옛날사골곰탕)
- 성도어패럴 (팜므 드 시떼)
- LG전자 (압력밥솥, 트롬세탁기)
- 피어리스화장품 (이브니에트윈케익, 이브니에 립스틱, 이브니에프레쉬쿨)
- 대상 (로즈버드캔커피, 쇠고기감치미)
- 동양강철 (동양아루샤시)
- 공익광고협의회 (자연은 우리의 생명, 올바른 소비생활, 무의탁 노인, 노사는 무촌, 하얀색투표용지, 청소년 독백, 우리의 아이)
- 매일유업 (비피더스우유,임페리얼드림, 엡솔루트명작)
- IBK기업은행